# Cerro Blanco, San Salvador
Cerro Blanco är en ort i Mexiko.   Den ligger i kommunen San Salvador och delstaten Hidalgo, i den sydöstra delen av landet, 110 km norr om huvudstaden Mexico City. Cerro Blanco ligger 2 045 meter över havet och antalet invånare är 203.
Terrängen runt Cerro Blanco är kuperad. Runt Cerro Blanco är det ganska tätbefolkat, med 54 invånare per kvadratkilometer. Närmaste större samhälle är San Salvador, 17,6 km sydost om Cerro Blanco. Trakten runt Cerro Blanco består till största delen av jordbruksmark.